# CD28
CD28（cluster of differentiation 28）は、T細胞上に発現しているタンパク質であり、T細胞の活性化と生存に必要な共刺激シグナルをもたらしている。T細胞がT細胞受容体（TCR）ともにCD28を介して刺激された場合には、さまざまなインターロイキンの産生が高まる。CD28は抗原提示細胞（APC）上に存在するCD80（B7.1）やCD86（B7.2）に対する受容体として機能する。
CD28は、B7に対する受容体としてナイーブT細胞上に常に発現している唯一の受容体である。CD28:B7相互作用が存在しない場合、MHC:抗原複合体によるナイーブT細胞のTCRの拘束はアネルギーをもたらす。CD28は骨髄間質細胞、形質細胞、好中球、好酸球にも発現しているが、これらの細胞における機能は十分には理解されていない。
一般的にヒトでは、CD28はCD8+T細胞の約50%、CD4+T細胞の80%以上に発現している。しかしながら、一部のT細胞、特に抗原に遭遇したT細胞は活性化時にCD28の発現を喪失し、CD28非依存的に再活性化される場合がある。こうした CD28−T細胞は多くの場合、抗原特異性を有し、終末分化しており、メモリーT細胞に分類される。CD28−T細胞の割合は年齢とともに上昇する。
CD28のIgドメインのホモ二量体はAPC上のB7分子を結合し、T細胞の増殖、分化、成長因子の産生、そして抗アポトーシスタンパク質の発現を促進する。CD28はT細胞の活性化に重要である一方で、特に初回免疫応答時には抗原に遭遇した一部のT細胞はCD28の発現を喪失し、細胞傷害性を有するメモリー細胞へと分化する。

## シグナル伝達
CD28は、効果的なシグナル伝達に重要ないくつかのモチーフを細胞内側に有している。YMNMモチーフは、SH2ドメインを含有するタンパク質、特にPI3K、Grb2やGadsのリクルートに重要であり、PRRPモチーフ、PYAPモチーフといったプロリンリッチ領域はSH3ドメインを含有するタンパク質のリクルートに重要である。SrcファミリーのキナーゼによるYMNMモチーフのチロシン残基のリン酸化はPI3Kの結合をもたらし、NF-κBやNFATの転写活性の増大を介して、生存を促進するBcl-xLや増殖を促進するIL-2の転写を高める。IL-2は転写後段階でもCD28による調節を受けており、IL-2の分泌やmRNAの安定性にはPYAPモチーフを介したシグナル伝達が大きな影響を及ぼしている。CD28はPKC-θの免疫シナプスへの局在にも重要であり、この局在が損なわれた場合には十分なIL-2の誘導が行われない。CD28とPKC-θの相互作用はSrcファミリーキナーゼLckによって媒介されており、PYAPモチーフのチロシンがリン酸化されることでLckのSH2ドメインの高親和性結合部位が形成され、LckのSH3ドメインがPKC-θのプロリンリッチ領域に結合することで両者は橋渡しされる。

## 構造
ヒトのCD28タンパク質は220アミノ酸から構成され、4つのエクソンからなるCD28遺伝子によってコードされている。CD28はグリコシル化され、ジスルフィド結合によって連結されたホモ二量体として細胞表面に発現している。V-set Igドメインの対からなる構造をとり、各ドメインには膜貫通ドメイン、そして重要なシグナル伝達モチーフを含む細胞質ドメインが連結されている。CD28はCTLA-4と高度に類似したCDR3 analogous loopを有する。CD28とCD80との相互作用においては、CD28二量体にはリガンド結合部位は2か所存在するが、両部位を同時に使用したbivalentな結合が行われた場合にはCD80の膜近位領域どうしが衝突してしまうため、CD80がどちらかの部位にのみ結合したmonovalentな相互作用が行われていると考えられている。

## CD28ファミリー
CD28は、細胞外の多様なIg様ドメインによって特徴づけられる共刺激分子のサブファミリーに分類される。このサブファミリーには、ICOS、CTLA4、PD1、PD1H、BTLAといった受容体が含まれる。マウスのT細胞で構成的に発現しているのはCD28のみであるのに対し、ICOSやCTLA4はTCR刺激やIL-2などのサイトカインに応答して誘導される。CD28とCTLA4は非常に類似しており、同じリガンドCD80とCD86をめぐって競合する。CD28とCTLA4はT細胞の刺激に対して反対の影響を及ぼすことが示されており、CD28は活性化因子、CTLA4は抑制因子として作用する。CTLA4は常にCD28よりも強固にCD80やCD86を結合するため、CD28と競合してエフェクターT細胞の応答を抑制することが可能となっている。また、ICOSとCD28も互いに密接に関連しており、両者の機能を互いに代替することはできないものの重複した機能を有する。これらの受容体が競合的に炎症促進・抑制作用を示すことで免疫応答のレオスタットとして作用している。

## 創薬標的として
ドイツのバイオ企業TeGeneroによって生産された薬剤TGN1412は臨床試験において予期せぬ多臓器不全を引き起こしたが、この薬剤はCD28のスーパーアゴニストである。この薬剤はB細胞性慢性リンパ性白血病の治療を目的に開発され、T細胞を介した免疫応答の活性化を意図していた。CD28への結合によって刺激される他の細胞としては好酸球があり、IL-2、IL-4、IL-13、IFN-γの放出が引き起こされることが知られている。
CD28とCTLA4は自己免疫疾患の重要な調節因子となっている可能性がマウスモデルで示されている。しかしながら、ヒトの疾患におけるCD28の役割に関する患者由来のデータは乏しい。
免疫刺激作用を有するCD28アプタマーやアゴニストがマウス腫瘍モデルにおいて前臨床段階の開発が行われている。また、CD28のホモ二量体化を防いで炎症反応を緩和するアンタゴニストの開発も行われている。

## 相互作用
CD28は次に挙げる因子と相互作用することが示されている。
- GRAP2（英語版）[31]
- GRB2[32][33]
- PIK3R1（英語版）[34]

## 関連文献
- “CD28 Costimulation: From Mechanism to Therapy”. Immunity 44 (5):  973–988. (May 2016). doi:10.1016/j.immuni.2016.04.020. PMC 4932896. PMID 27192564.
- “CD28/B7 system of T cell costimulation”. Annual Review of Immunology 14:  233–258. (1996). doi:10.1146/annurev.immunol.14.1.233. PMID 8717514.
- “CD28/B7 costimulation: a review”. Critical Reviews in Immunology 18 (5):  389–418. (1998). doi:10.1615/critrevimmunol.v18.i5.10. PMID 9784967.
- “Role of the B7-CD28/CTLA-4 pathway in autoimmune disease”. Current Directions in Autoimmunity 5:  113–130. (2002). doi:10.1159/000060550. ISBN 978-3-8055-7308-5. PMID 11826754.
- “CD28 function: a balance of costimulatory and regulatory signals”. Journal of Clinical Immunology 22 (1):  1–7. (January 2002). doi:10.1023/A:1014256417651. PMID 11958588.
- “HIV-1 Nef control of cell signalling molecules: multiple strategies to promote virus replication”. Journal of Biosciences 28 (3):  323–335. (April 2003). doi:10.1007/BF02970151. PMID 12734410.
- “[The HIV nef and the Kaposi-sarcoma-associated virus K3/K5 proteins: "parasites"of the endocytosis pathway]”. Médecine/Sciences 19 (1):  100–106. (January 2003). doi:10.1051/medsci/2003191100. PMID 12836198.
- “HIV/SIV escape from immune surveillance: focus on Nef”. Current HIV Research 2 (2):  141–151. (April 2004). doi:10.2174/1570162043484924. PMID 15078178.
- “HIV accessory proteins and surviving the host cell”. Current HIV/AIDS Reports 1 (1):  47–53. (April 2004). doi:10.1007/s11904-004-0007-x. PMID 16091223.
- “Roles of HIV-1 auxiliary proteins in viral pathogenesis and host-pathogen interactions”. Cell Research 15 (11–12):  923–934. (2006). doi:10.1038/sj.cr.7290370. PMID 16354571.
- “Modelling thymic HIV-1 Nef effects”. Current HIV Research 4 (1):  57–64. (January 2006). doi:10.2174/157016206775197583. PMID 16454711.